# Čelisti (román)
Čelisti je román Petera Benchleye z roku 1974. Kniha byla na žebříčku nejprodávanějších titulů po 44 týdnů.[zdroj?]
Na jejím základě natočil Steven Spielberg stejnojmenný film.